# Domingo Gris Veas
Domingo Gris Veas   (Molins de Rei, 8 de gener de 1949) és un ex-pilot de motocròs català que destacà en competicions estatals durant la dècada de 1970, arribant a guanyar 3 Campionats d'Espanya de motocròs i essent un dels primers catalans a puntuar en algun Gran Premi del Campionat del Món. Practicà també el trial i l'enduro (anomenat aleshores Tot Terreny), amb especial èxit en aquesta darrera especialitat, on aconseguí un subcampionat d'Espanya i una medalla de bronze als ISDT. Al llarg de la seva carrera esportiva, Gris fou pilot oficial de les tres històriques marques catalanes: Bultaco, OSSA i Montesa, per aquest ordre.
El gener del 2022, la Federació Catalana de Motociclisme li concedí el premi Legends en reconeixement de la seva trajectòria motociclista.

## Trajectòria esportiva
Conegut familiarment com a Mingo, Gris començà a estudiar formació professional a 14 anys i aviat va entrar a treballar d'aprenent de mecànic al concessionari Bultaco que hi havia al costat de casa seva, regentat pel pilot de motocròs Ramon Costa. Al mateix temps va començar a practicar el ciclisme, esport en què aviat despuntà i tot semblava indicar que hi podria iniciar una carrera prometedora. Però un conegut seu, Santi Prat, l'encoratjà a provar sort en el motocròs.
Prat, que treballava al servei d'exportació de Bultaco sota la direcció de l'enginyer Albert Nomen, aconseguí després de molt insistir que aquest li deixés una Pursang a Domingo Gris per a la primera cursa del calendari de 1967, el motocròs d'Oliana. Cal dir que no fou fàcil: quan Prat contactà amb Bultaco, ningú no estava interessat en donar una oportunitat a un jove ciclista que no havia corregut mai en moto. L'amo de l'empresa, Francesc Xavier Bultó (conegut popularment com a Don Paco), li deia a Prat que ell només donava suport a pilots que hagués vist competir i que demostressin aptitud per al motocròs. Santi Prat i Domingo Gris, però, seguiren insistint infructuosament fins que un dia, amb una moto que li deixaren, Gris participà finalment en un motocròs on hi havia Paco Bultó d'espectador. Gris feu una primera mànega espectacular, fins que caigué i trencà la palanca de canvi de la moto. De cara a la segona mànega, anà a demanar-ne una de recanvi a l'equip de Bultaco però Don Paco l'hi negà, tot dient-li: «Avui ja no correràs més, t'he vist abans i no vull tornar a patir més» (Gris, debutant sense experiència, anava massa ràpid). Davant el desencís de Gris, Don Paco continuà: «...Però a partir d'ara correràs amb nosaltres. Vine a Sant Adrià i t'ensenyarem a córrer i, un cop en sàpigues, tindràs motos i suport de fàbrica».

### Bultaco

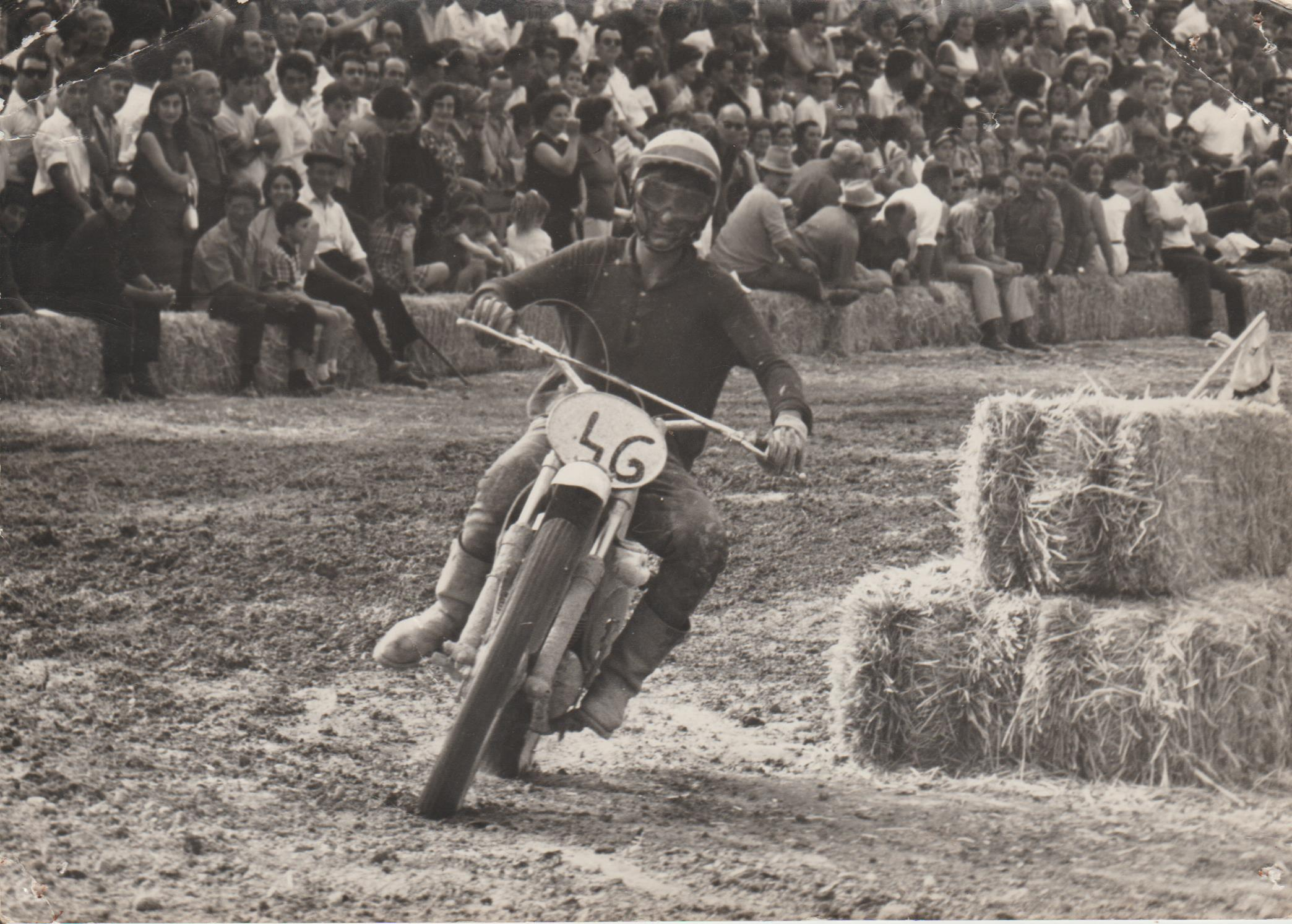
Domingo Gris amb la Bultaco al motocròs d'Oliana de 1967

Amb la Bultaco de fàbrica, doncs, Gris va córrer la seva primera competició motociclista seriosa a Oliana el 1967, com a pilot Júnior, i va acabar-la en segon lloc, finalitzant la temporada entre els millors pilots de la seva categoria (fou quart al Campionat de Catalunya). El 1968, competí també en Tot Terreny i hi aconseguí molt bons resultats: una medalla als Dos Dies de Tot Terreny del RMCE, disputats a la serra de Guadarrama, una medalla de bronze als ISDT d'Itàlia (celebrats a San Pellegrino Terme) i el subcampionat d'Espanya, tot dins la categoria dels 250cc. Al llarg de la seva carrera, Domingo Gris va participar en dues edicions dels ISDT.
Durant aquell mateix any, 1968, Gris ja va competir en motocròs en categoria Sènior i va córrer tota mena de proves de nivell, prenent part per exemple al Trofeu Ramon Monsonís de Montgai i a la cursa complementària del Gran Premi d'Espanya de 250cc, disputat al Circuit del Vallès. Va competir també en alguna cursa internacional acompanyant el pilot oficial de Bultaco Marcel Wiertz. Aquell any, Gris fou subcampió d'Espanya de 250cc.
El 1969, Gris va començar la temporada amb domini absolut del campionat estatal i tot feia pensar que guanyaria el títol de forma incontestable. Malauradament, el 29 de juliol es lesionà seriosament en una cursa a Engolasters (Andorra), on a causa d'una forta caiguda es fracturà quatre vèrtebres. La llarga recuperació va fer que es perdés les sis curses finals del campionat, però gràcies a l'avantatge que duia d'abans encara va acabar en tercera posició final. L'any següent, 1970, aconseguí finalment el seu primer títol de Campió d'Espanya de motocròs en 250cc.

#### Sortides a l'estranger
Durant aquella època, Gris es preparava al llarg de la tardor i l'hivern tot disputant nombroses proves de trial i, un cop començava la temporada del motocròs, se n'anava a competir a l'estranger, ja fossin curses internacionals o Grans Premis del mundial. En aquells desplaçaments l'acompanyava el mecànic que Bultaco posava a la seva disposició, Francisco Valera (Bambi) i sovint, l'Amèlia, amb qui Domingo Gris es casà el 1972. Cal dir que, malgrat ser un pilot oficial de marca, els mitjans de què disposava eren molt modests i havia de recórrer mig Europa amb el seu cotxe particular i un remolc amb les motos. No tenien cap rulot o furgoneta equipada, ni tan sols un tendal per a protegir-se del sol als circuits. En alguna ocasió, s'havia vist obligat a dormir al ras o a passar tot un dia amb un simple frankfurt.
Tot i la seva precària situació, quasi "amateur", Domingo Gris va ser dels primers catalans a aconseguir punts al mundial, acabant entre els 10 primers a diversos Grans Premis. Uns anys més tard, ja retirat, s'assabentà que durant aquells anys, el potent equip de Suzuki s'havia fixat en ell i havien pensat a fitxar-lo com a company de Joël Robert i Sylvain Geboers, per tal d'introduir-se al mercat espanyol.

#### Pilot provador

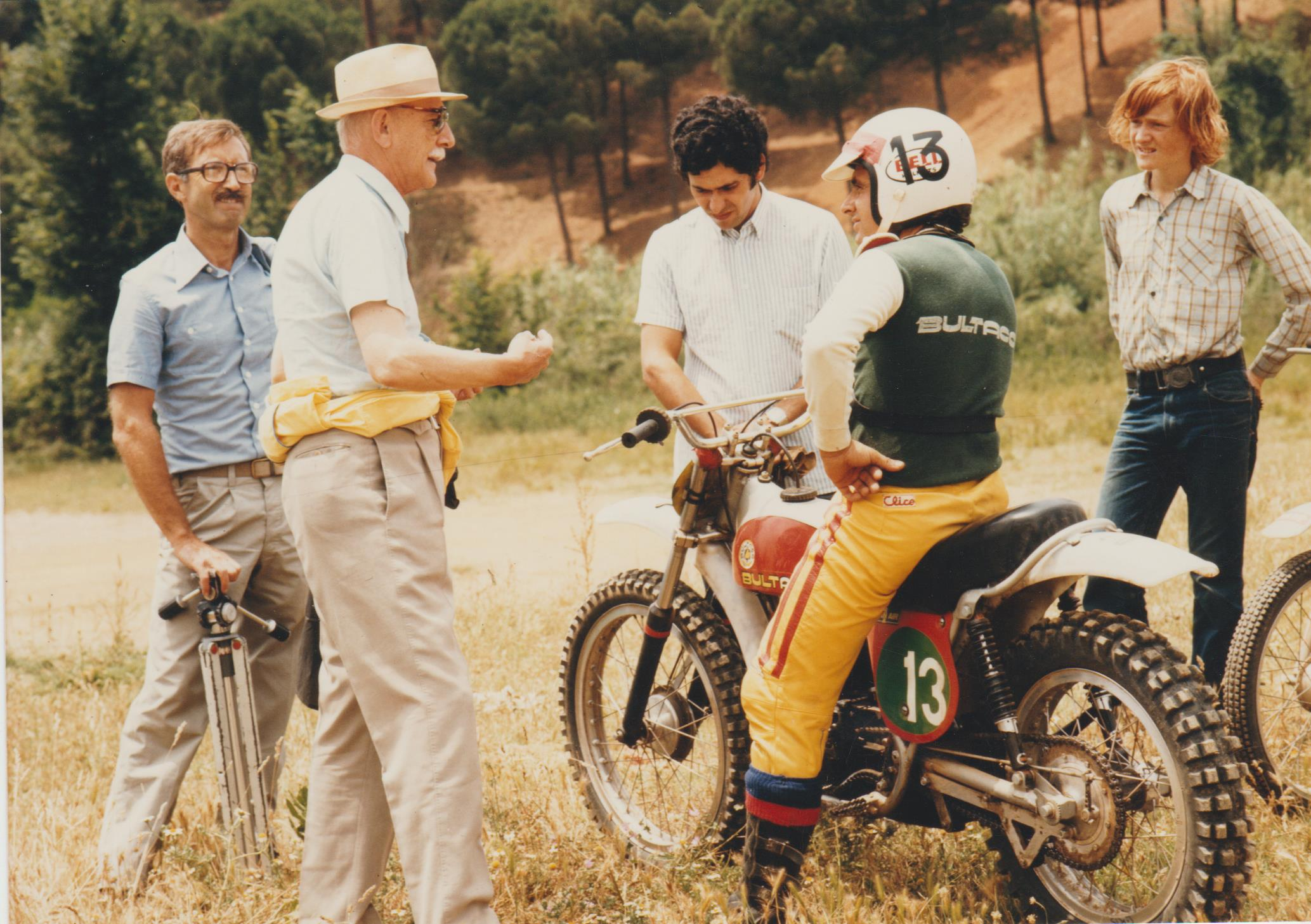
Domingo Gris amb la Pursang MK6 xerrant amb Paco Bultó, durant una sessió fotogràfica al Circuit del Vallès

Durant la seva estada a Bultaco, Domingo Gris fou el pilot provador per excel·lència de la marca. La seva experiència com a mecànic i les seves dots de pilot feien que Paco Bultó tingués plena confiança en ell i, sovint, li feia validar els futurs canvis als prototipus. A Gris li agradava experimentar i moltes vegades muntava components especials o provava materials diferents a les seves motos, per bé que no sempre amb l'aprovació de Paco Bultó, qui sempre li retreia que portés una moto tan diferent de les de sèrie. A parer de Don Paco, calia oferir als clients de Bultaco una moto idèntica a la que portaven els oficials de la marca i, per tant, els "invents" que canviaven l'aparença o el rendiment de les Pursang no eren rendibles comercialment. Malgrat tot, quan venien visites importants a la fàbrica de Sant Adrià, Paco Bultó els ensenyava orgullós la moto de proves del seu pilot estrella, Domingo Gris.

#### Darrers anys a Bultaco
El 1972, Gris guanyà els dos títols estatals de motocròs (125cc i 250cc), amb victòria a totes les curses de 125 tret de la darrera. El 1973, però, no passà del tercer lloc a ambdues categories, potser degut a manca de motivació. Tot i que Bultaco el mantingué com a pilot provador de cara a la temporada següent, Gris ja no es trobava tan a gust com abans a l'equip de la marca de Sant Adrià: els seus resultats relativament fluixos, la forta competència amb els seus companys (Jorge Capapey i José Angel Mendívil) i especialment, la irrupció dins l'equip d'Ignasi Bultó, fill de Don Paco, l'empenyien cada cop més a buscar nous aires.

### OSSA

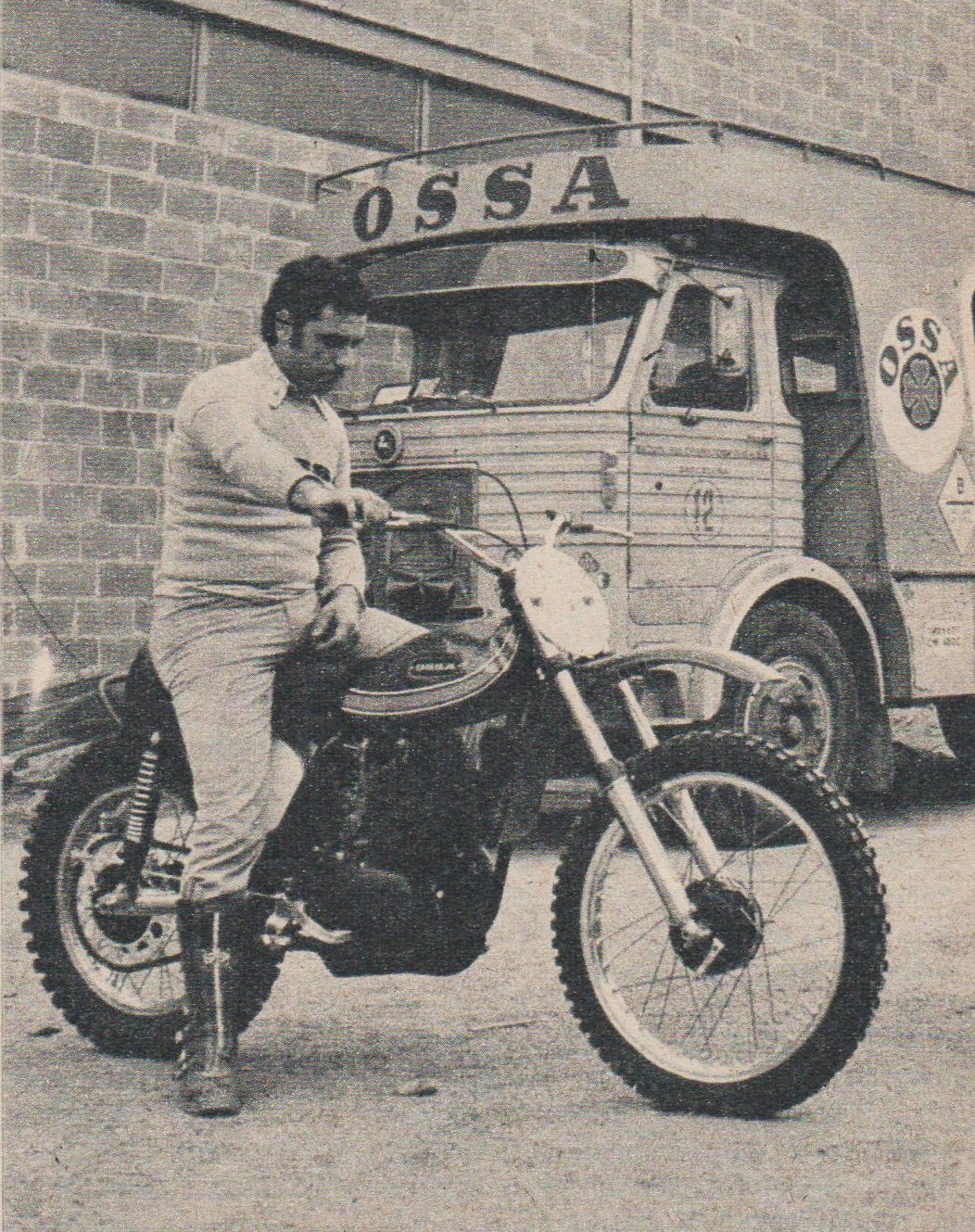
Domingo Gris a la fàbrica d'OSSA amb la Phantom, el 1974

Fou llavors quan aparegué OSSA, marca que cercava de millorar la seva posició dins el motocròs i havia desenvolupat una nova moto, la Phantom, que calia provar i posar a punt en competició. A començaments de 1974, Gris acceptà una sucosa oferta econòmica de la marca de la Zona Franca i abandonà Bultaco després de set temporades seguides com a oficial. En la mateixa operació, OSSA fitxà un altre pilot de Bultaco, el vigent Campió d'Espanya de trial Fernando Muñoz.
A OSSA, però, les coses no els van anar gens bé a cap dels dos. L'equip de curses de la marca era antiquat i amb pocs recursos per al motocròs, ja que la marca estava enfocada sobretot al trial. La Phantom no estava gaire afinada i patia constants avaries. Finalment, malgrat els esforços esmerçats, la temporada de 1974 fou un fracàs i Domingo Gris i Fernando Muñoz abandonaren la marca a mitjan temporada de 1975, passant a l'equip oficial de Montesa.

### Montesa
Un cop a Montesa, Gris va competir per a la marca d'Esplugues de Llobregat amb el suport del distribuïdor oficial per al Vallès Josep Isern, molt ben relacionat amb l'empresa i propietari de la potent Escuderia Isern.
Gris i Muñoz començaren el campionat de 1976 com a uns dels favorits per a la victòria, però la irrupció de Toni Elías, un nou valor de Bultaco que començava aleshores a dominar el campionat d'Espanya de forma aclaparadora, va deixar els dos companys de Montesa sense títol (Muñoz fou subcampió en 250cc i 500cc, i Gris tercer a ambdós campionats). Veient que Toni Elías estava en una forma física excepcional gràcies a la seva seriosa preparació, Montesa va decidir apuntar alguns dels seus pilots (entre ells Domingo Gris, Esteve Soler i Santi Babot), al Centre de Tecnificació Esportiva Joaquim Blume, a Esplugues de Llobregat, per tal de sotmetre'ls a un intens programa de millora física. Al cap d'un temps de fer-los anar a entrenar a les 6 del matí, els responsables de l'equipament van emetre un informe en què deien que cap dels pilots no era "apte per a l'esport". Cal dir que el centre preparava esportistes per als Jocs Olímpics, i el motocròs no és una disciplina tan exigent...
El 1975, Domingo Gris havia fundat un taller de reparació de motocicletes a Molins de Rei, Moto Gris, especialitzat en restauració de motos clàssiques de marques catalanes (Gris i la seva dona Amèlia regentaren el negoci fins al 2012, any en què varen plegar).
Centrat cada cop més en el seu negoci, Gris anà baixant el seu rendiment en competició. El 1977 fou sisè al campionat d'Espanya de 250cc, el resultat més fluix que hi havia aconseguit mai (tret del vuitè lloc de 1975, producte de la mala experiència a OSSA).

### Retirada

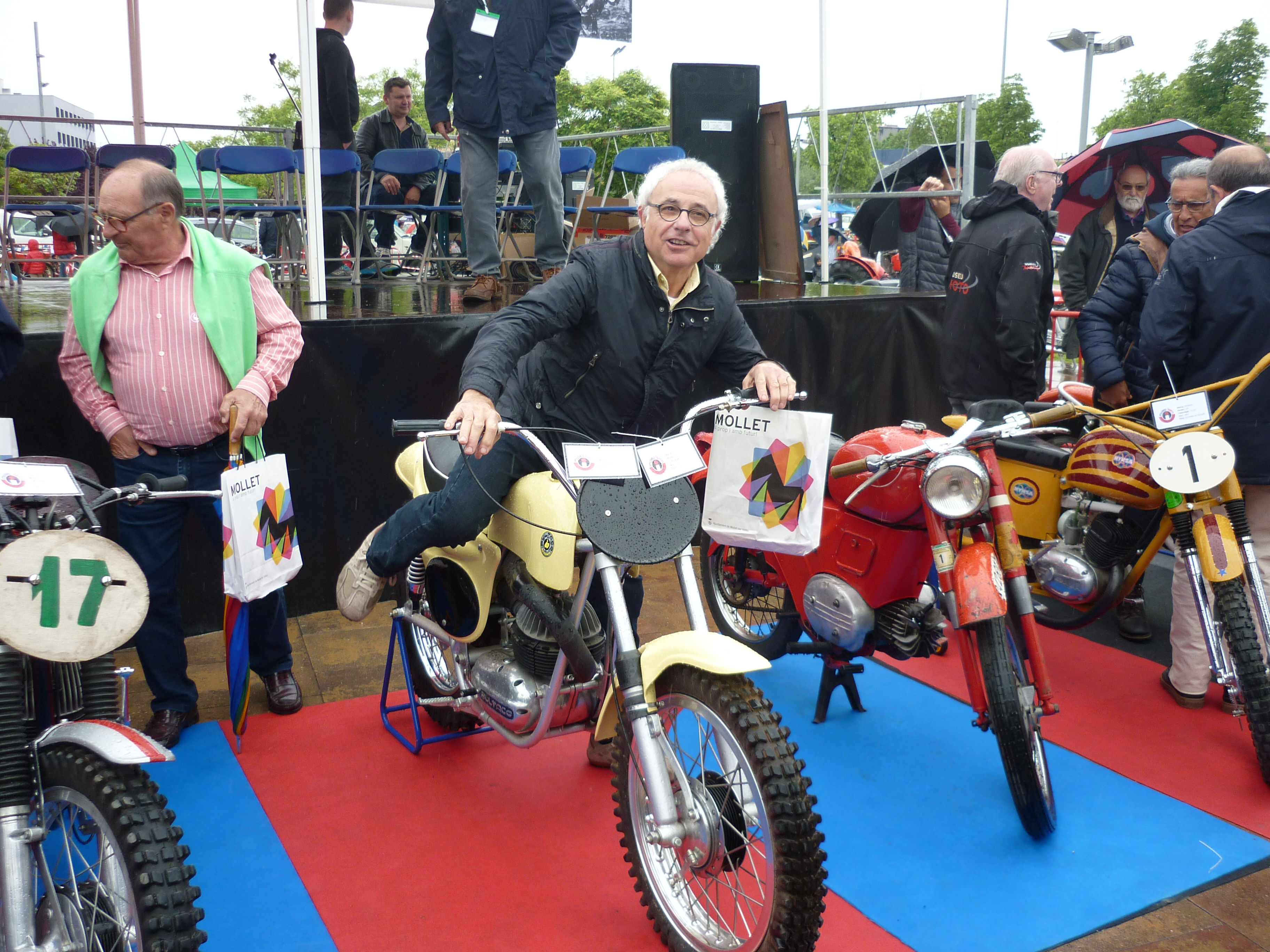
Gris durant un homenatge a antics pilots de motocròs a Mollet del Vallès, el 2016

El 1978, Domingo Gris canvià la Montesa per una Bultaco Pursang MK11 semi-privada, amb la qual feu un paper discret dins el campionat estatal. Veient que el seu moment ja havia passat, Gris espaià les seves participacions en el campionat cada cop més, fins que acabà abandonant definitivament la competició el 1980.
Tot i retirat, Gris seguí participant esporàdicament durant anys en tota mena de trobades i competicions motociclistes, especialment curses de motocròs de clàssiques però també a les 24 Hores de resistència en ciclomotors de Lliçà d'Amunt (on va córrer el 1997 i el 1998). També era habitual veure'l amb l'Amèlia a tota mena d'exposicions i mercats de compra-venda de components i motocicletes clàssiques, on muntaven la seva paradeta durant l'etapa d'activitat del seu establiment comercial, Moto Gris.

## Palmarès

### Enduro
- Medalla d'or a l'esportivitat (1968)
- Medalla de bronze als ISDT de San Pellegrino Terme (Itàlia) en 250cc
- Subcampió d'Espanya de 250cc (1968)

### Motocròs
- 4t classificat al Campionat de Catalunya Júnior (1967)
- Novè millor temps final als entrenaments del Gran Premi d'Espanya de 1972 (davant de pilots com ara Gaston Rahier, Uno Palm, Olle Pettersson o Arne Kring)

#### Resultats al Campionat d'Espanya

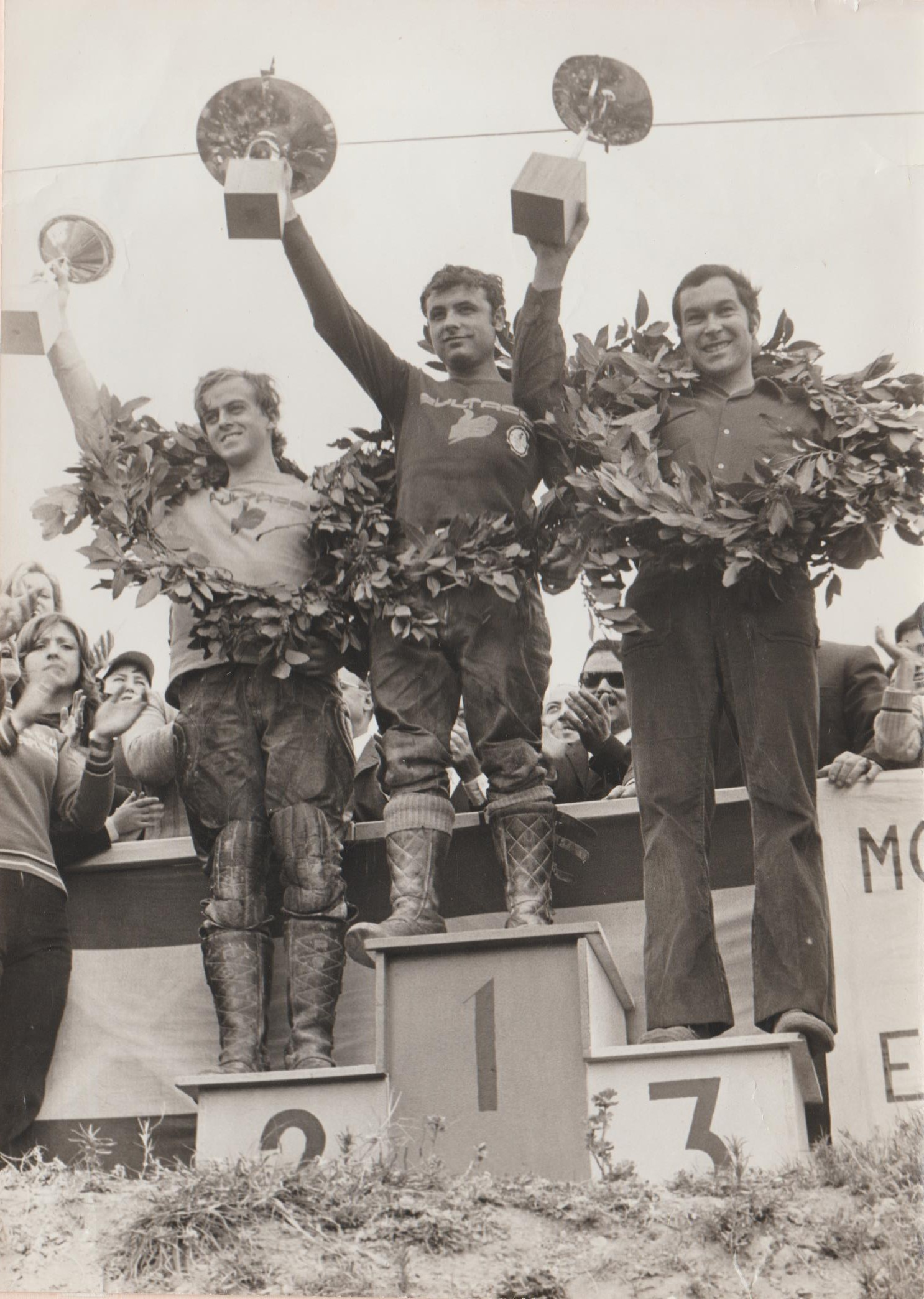
Gris guanyador del motocròs d'Esplugues de 1972, davant d'Ignasi Bultó i Jesús Sáiz

| Any          | Motocicleta  | 500 cc     | 250 cc | 125 cc |
| ------------ | ------------ | ---------- | ------ | ------ |
| 1968         | Bultaco      | -          | 2n     | -      |
| 1969         | Bultaco      | -          | 3r     | -      |
| 1970         | Bultaco      | -          | 1r     | -      |
| 1971         | Bultaco      | -          | 3r     | -      |
| 1972         | Bultaco      | -          | 1r     | 1r     |
| 1973         | Bultaco      | -          | 3r     | 3r     |
| 1974         | OSSA         | -          | 5è     | -      |
| 1975         | OSSA/Montesa | -          | 8è     | -      |
| 1976         | Montesa      | 3r         | 3r     | -      |
| 1977         | Montesa      | -          | 6è     | -      |
| 1978         | Bultaco      | 10è        | 8è     | -      |
| Total títols | Total títols | 0          | 2      | 1      |
|              |              | 3 estatals |        |        |

## Galeria d'imatges

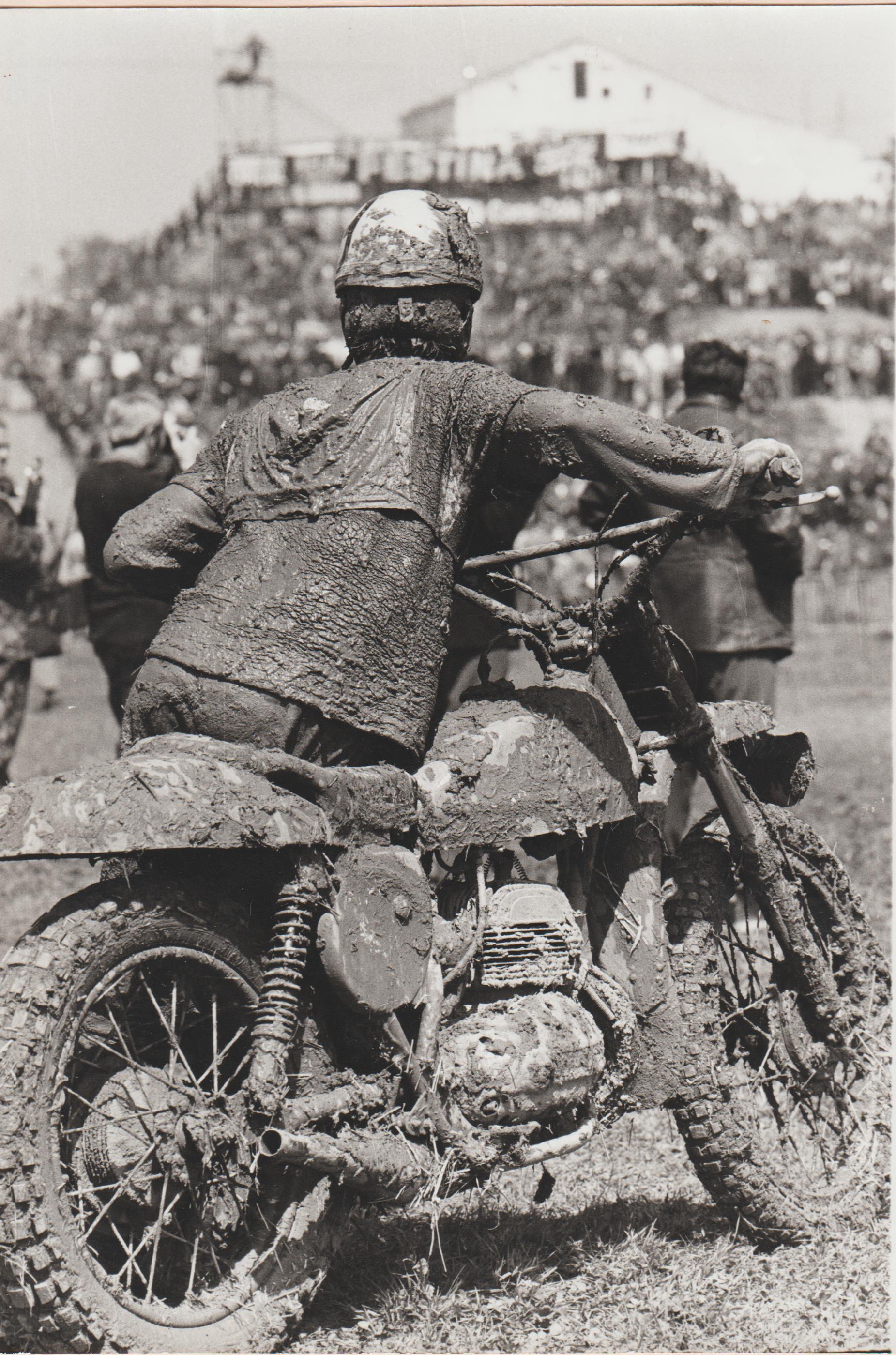
Al Gran Premi d'Espanya de 1969, després de trencar la palanca del canvi
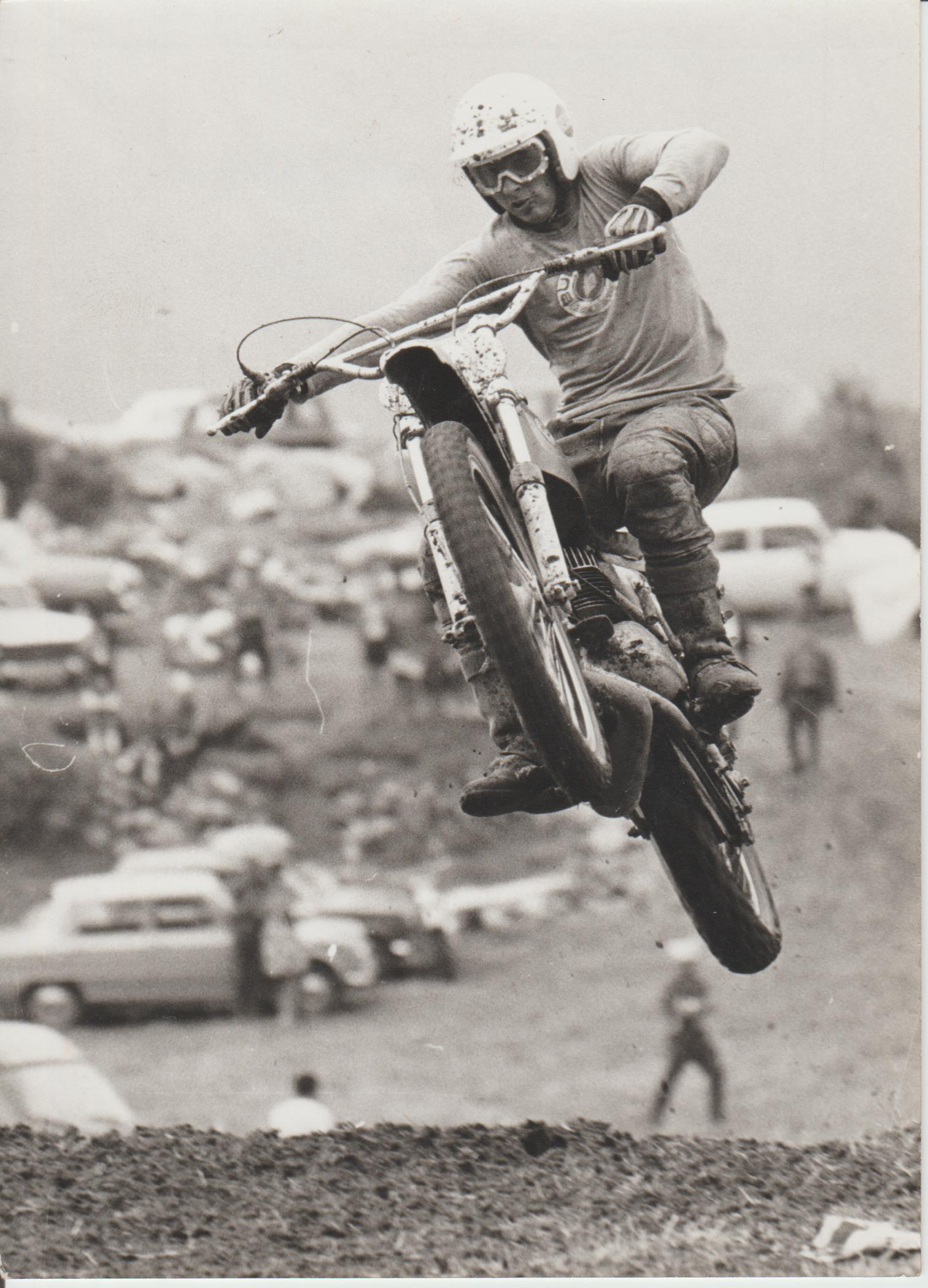
A Engolasters el 1969, poc abans de la seva lesió
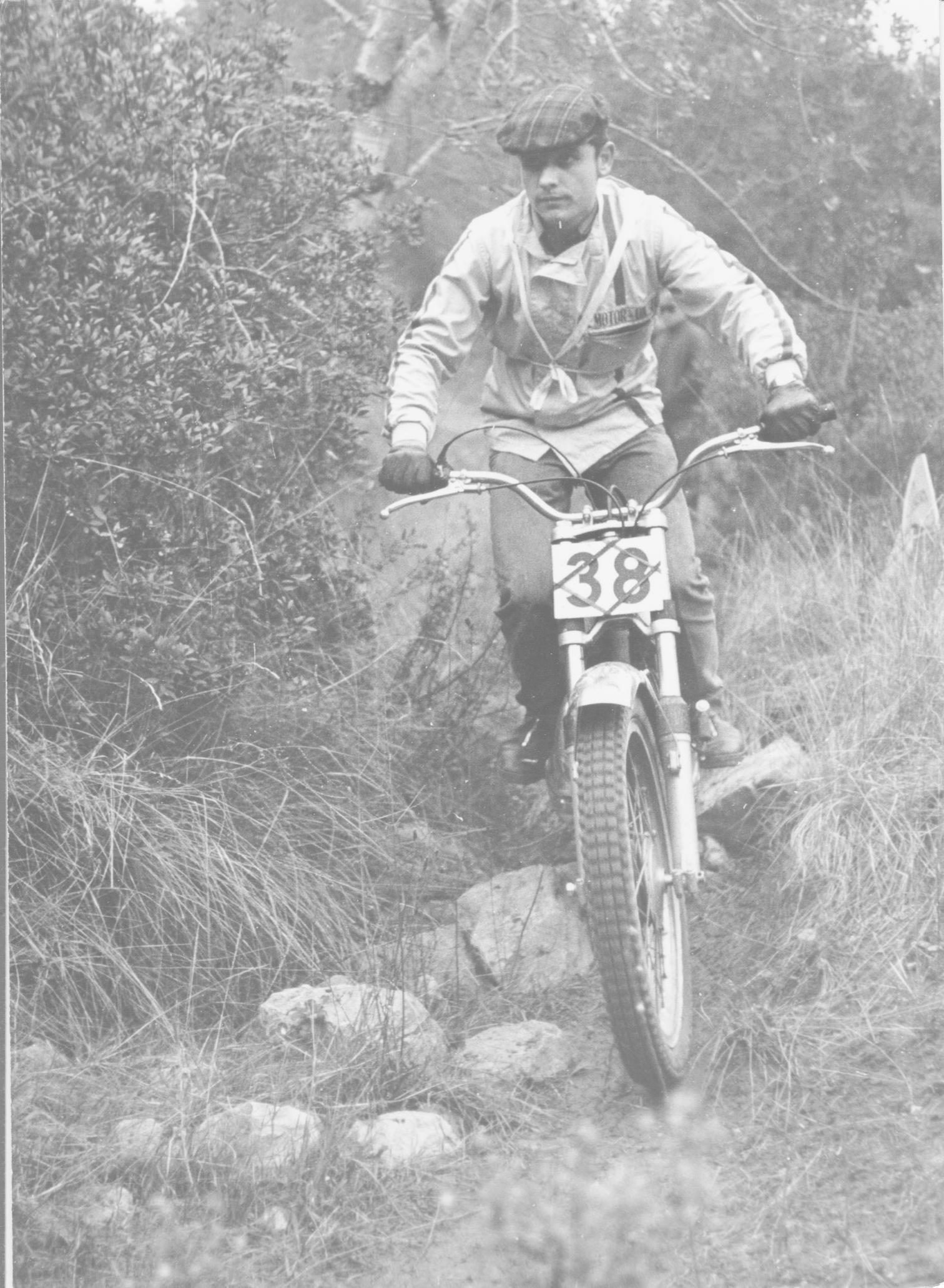
Amb la Bultaco Sherpa T al trial de Sant Antoni, cap a 1971
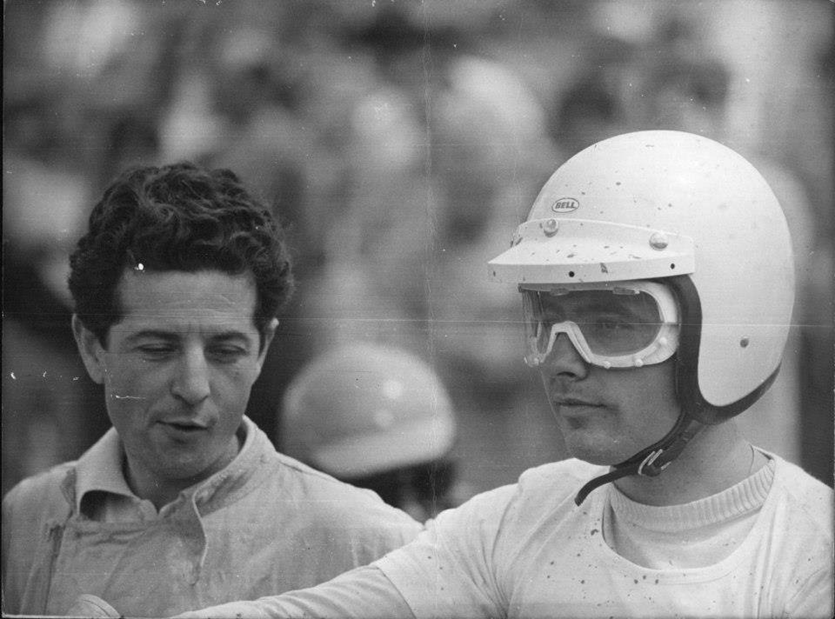
Amb el seu mecànic Francisco Valera Bambi a començament dels 70
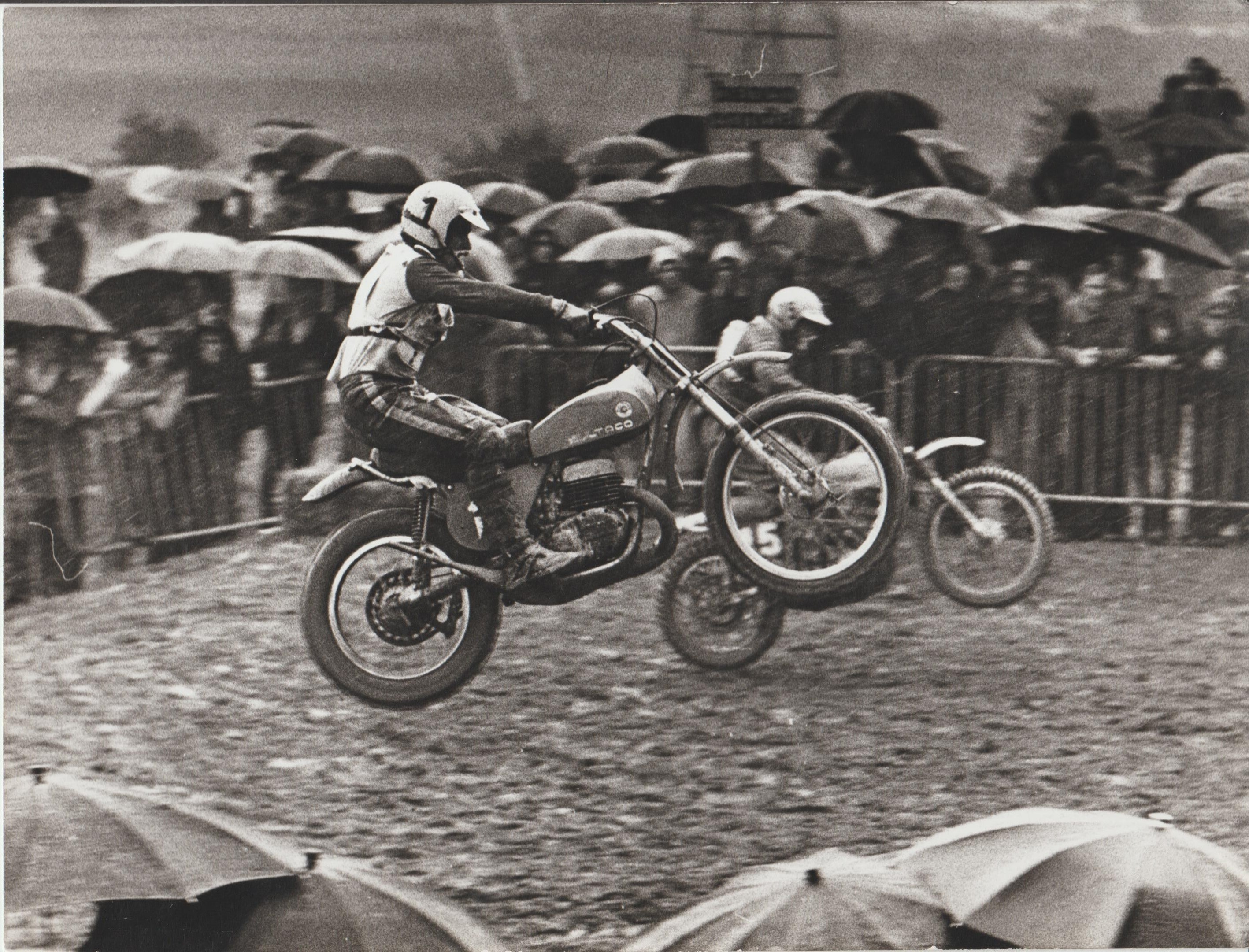
Amb la Pursang al motocròs d'Esplugues de 1973

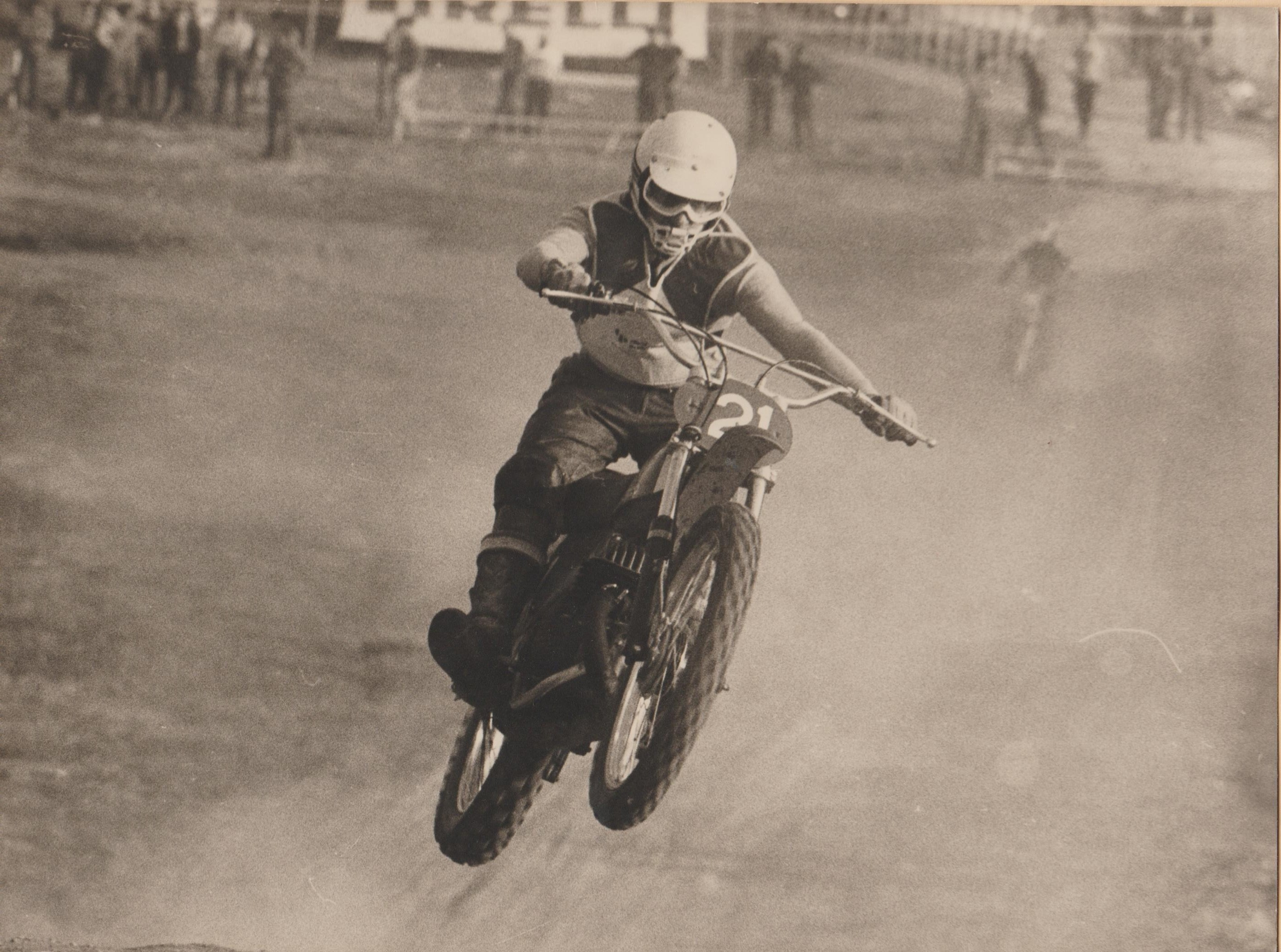
Als entrenaments del Gran Premi d'Espanya de 1973
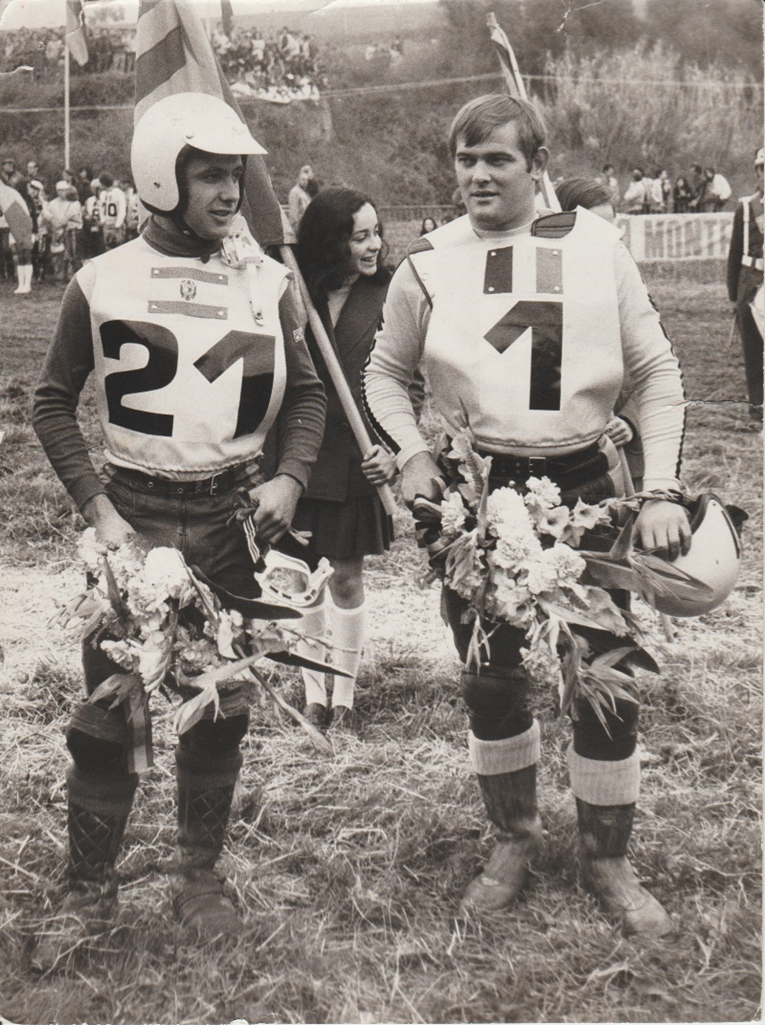
Amb Joël Robert (1) al Gran Premi d'Espanya de 1973
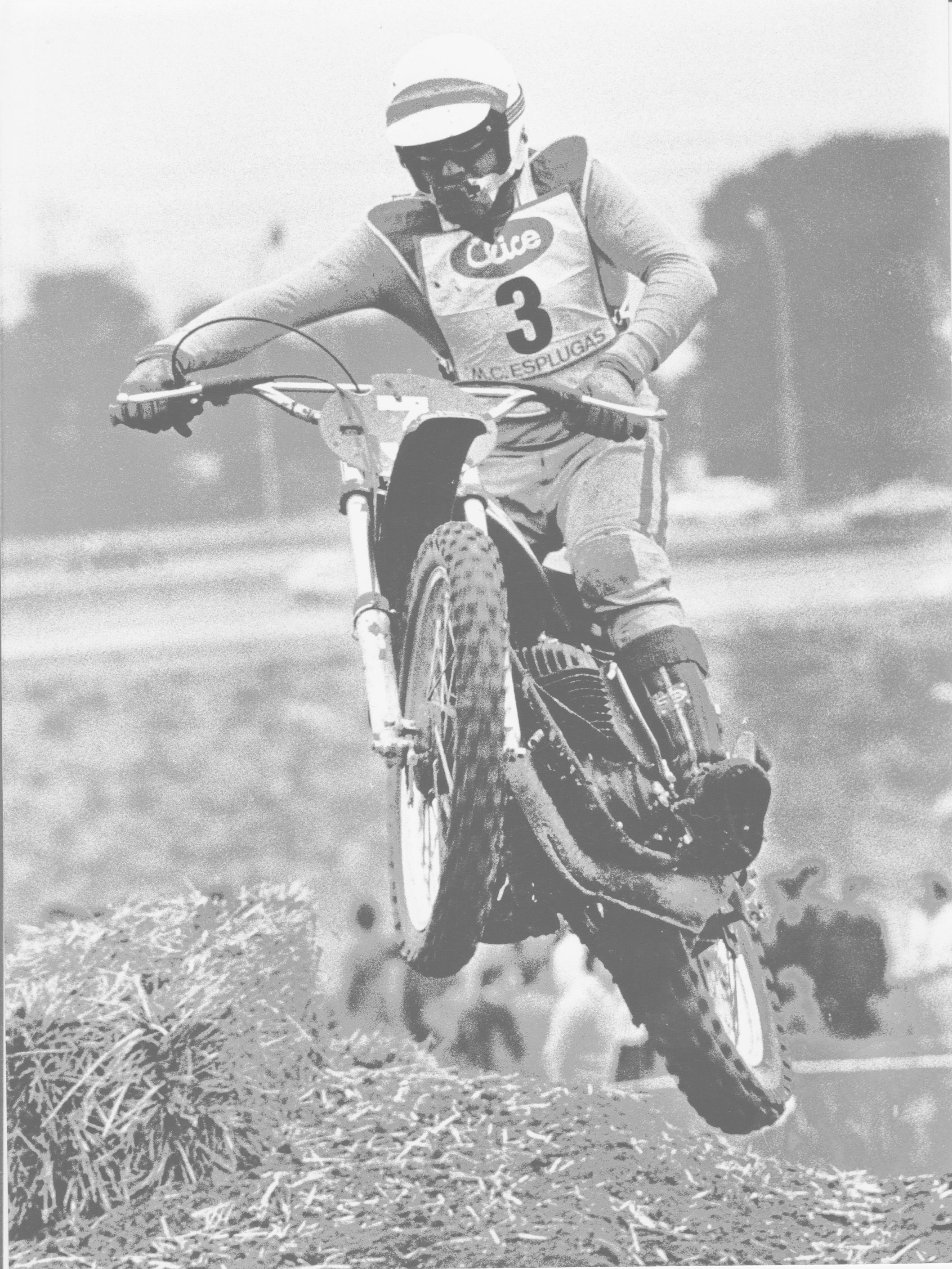
Amb l'OSSA Phantom al motocròs d'Esplugues de 1974
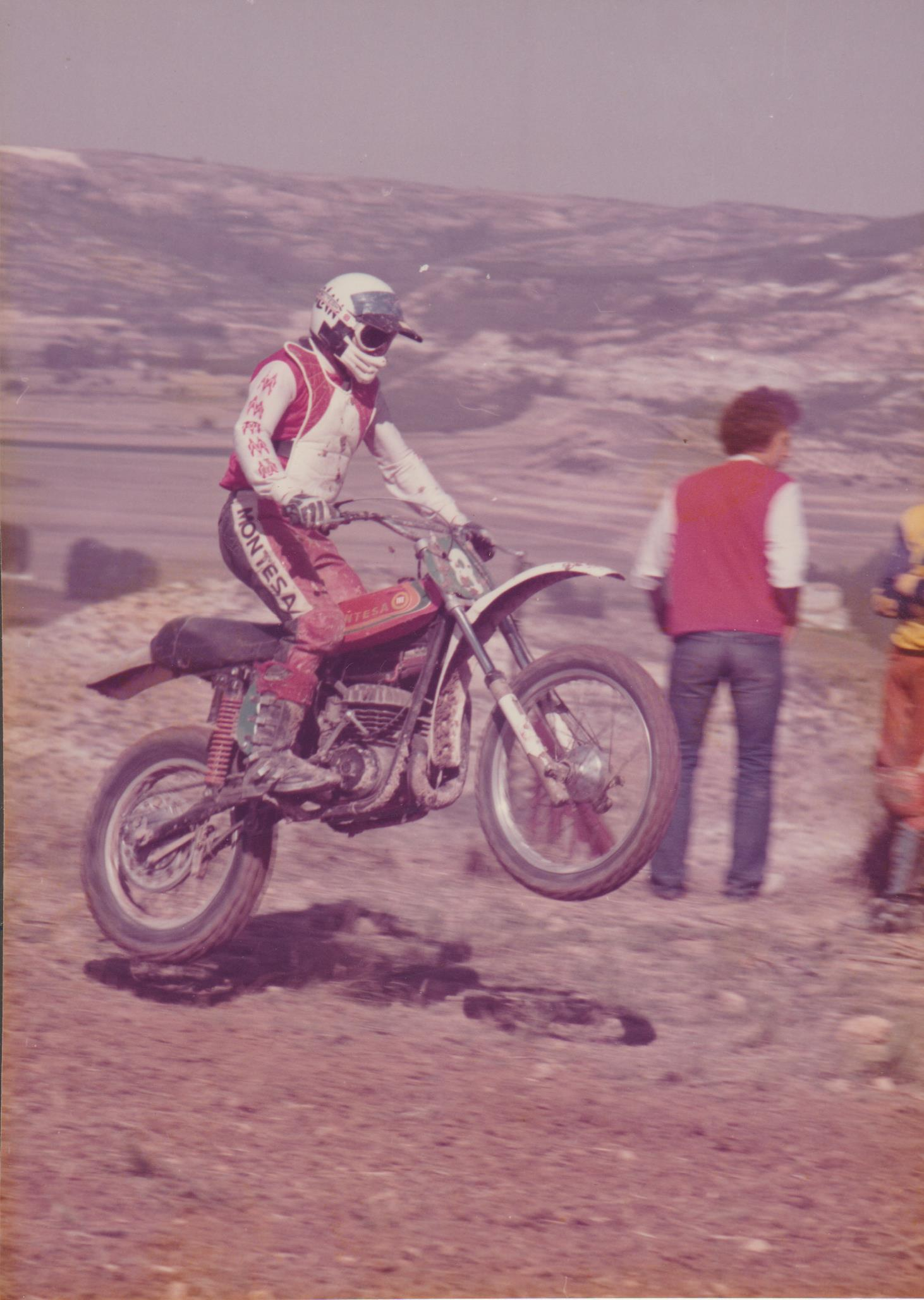
Amb la Montesa Cappra al motocròs de Yunquera de Henares de 1976
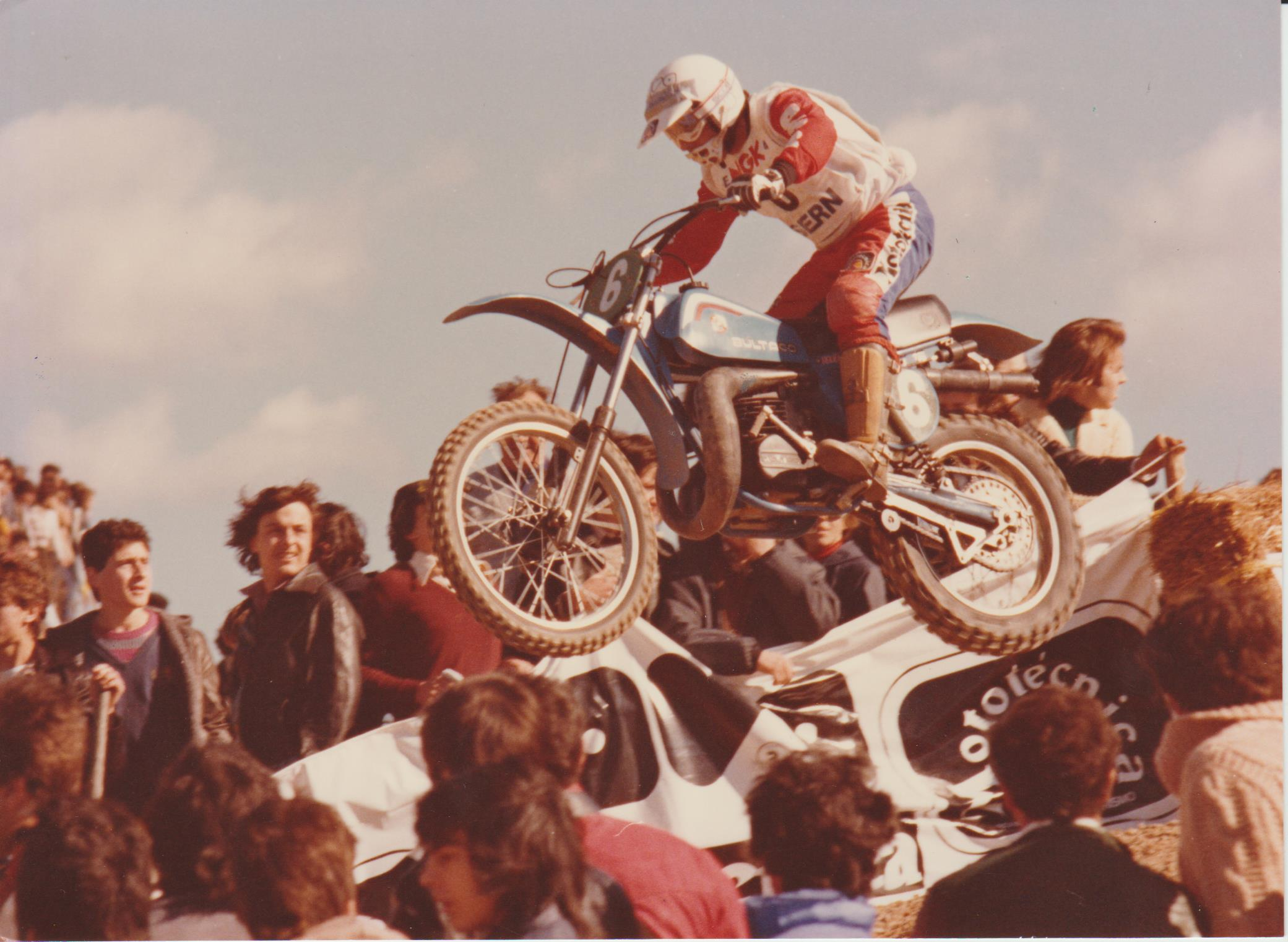
Amb la Pursang MK11 al motocròs de Gallecs de 1978